# Stefan Soltek
Stefan Eugen Soltek (* 2. Januar 1956 in Köln) ist ein deutscher Kunsthistoriker und Museumsleiter.

## Leben
Stefan Soltek studierte Kunstgeschichte, Klassische Archäologie und Jura in Bonn und Köln. Er wurde 1987 an der Rheinischen Friedrich-Wilhelms-Universität Bonn mit einer Dissertation zum romanischen Taufstein in Freckenhorst promoviert. Soltek volontierte an verschiedenen Museen. Am Museum für angewandte Kunst Frankfurt kuratierte er für eine Zeit die Linel-Sammlung für Buchkunst und Ornamentstich. Von 2002 bis 2021 war er Leiter des Klingspor-Museums in Offenbach am Main. Soltek führte dort eine Vielzahl an Ausstellungen durch und publizierte Ausstellungsführer und Aufsätze in Fachzeitschriften.

## Schriften (Auswahl)
- Der Freckenhorster Taufstein. Dissertation Bonn, 1987
- Michael und Albert Linel – In Anbetracht von Buch. In: Erlesen Gestiftet. Die Stiftung der Gebrüder Linel in der Buchkunst- und Graphiksammlung des Museums für Kunsthandwerk. Ausstellungskatalog des Museums für Kunsthandwerk, Frankfurt am Main 1991
- mit Harriett Watts: Tériade Éditeur Paris – Der Künstler als offenes Buch. The Artist as an open Book. Tériade: Livres d'artiste aus dem Malerbuchkabinett der Herzog August Bibliothek Wolfenbüttel. Museum für Angewandte Kunst, Frankfurt 2002, ISBN 978-3-88270-094-7
- Buchstäblich zweisam. Pioniere der modernen Schrift: Der Architekt Peter Behrens und der Unternehmer Karl Klingspor wollten ihre Zeit in die passenden Lettern gießen, in: FAZ, 23. Juni 2018, S. 20